# Ruder-Europameisterschaften 2017

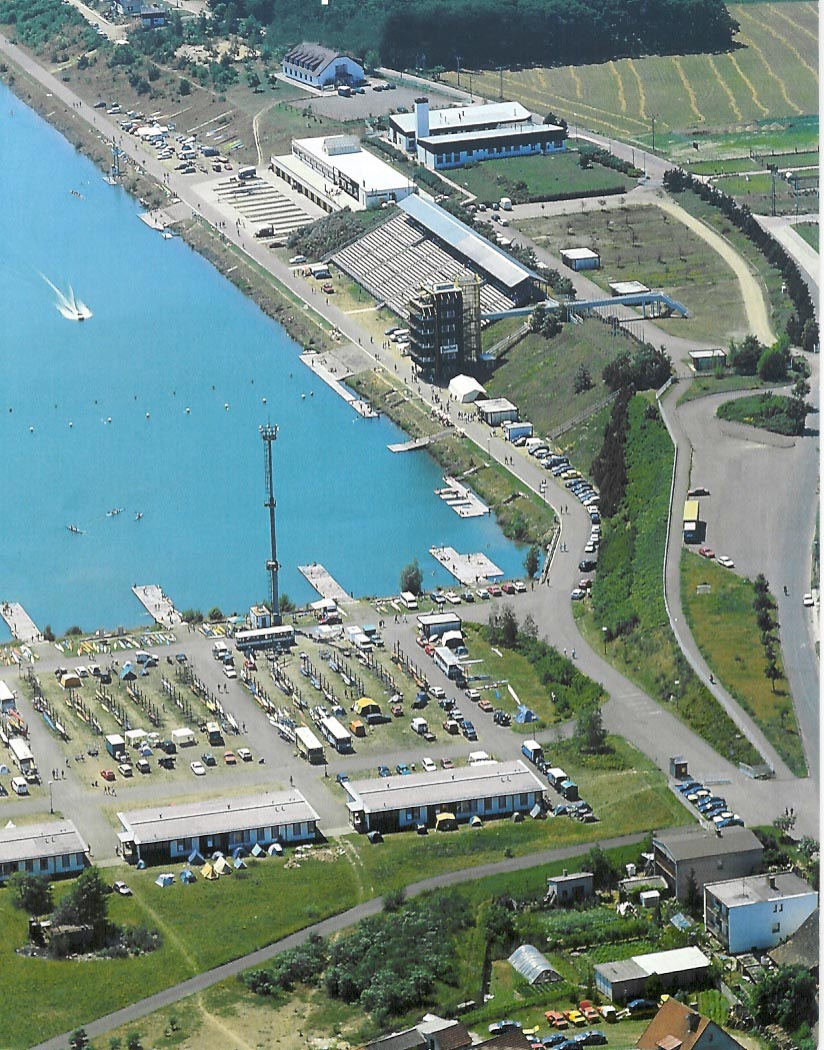
Ruderkanal Račice aus der Luftperspektive

Die Ruder-Europameisterschaften 2017 wurden vom 24. bis 28. Mai 2017 in Račice u Štětí (Tschechien) auf dem Ruderkanal Račice in 17 verschiedenen Wettbewerbsklassen sowie einem Demowettbewerb ausgetragen. Alle Finals fanden am 28. Mai statt.
Teilnahmeberechtigt war jeweils eine Mannschaft je Wettbewerbsklasse aus den 43 europäischen Mitgliedsverbänden des Weltruderverbandes (FISA). Eine Qualifikationsregatta existierte nicht.
Die Ruder-Europameisterschaften fanden erstmals in Račice u Štětí statt. Auf dem im Jahr 1986 künstlich angelegten Ruderkanal wurden in der Vergangenheit bereits zahlreiche internationale Rudermeisterschaften ausgetragen, darunter die Ruder-Weltmeisterschaften 1993.

## Ergebnisse
Hier werden die Medaillengewinner aus den A-Finals aufgelistet. Diese wurden mit sechs Booten besetzt, die sich über Vor- und Hoffnungsläufe sowie Halbfinals für das Finale qualifizieren mussten. Die Streckenlänge betrug in allen Läufen 2000 Meter.

### Männer
| Bootsklasse                                  | Gold | Gold    | Silber | Silber  | Bronze | Bronze  |
| -------------------------------------------- | --- | ------- | --- | ------- | --- | ------- |
| Einer (M1x)                                  | Tschechien Ondřej Synek | 6:48,13 | Kroatien Damir Martin | 6:50,02 | Belarus Stanislau Schtscharbatschenja | 6:52,99 |
| Leichtgewichts-Einer (LM1x)                  | Schweiz Michael Schmid | 6:51,72 | Ungarn Péter Galambos | 6:51,85 | Belgien Niels Van Zandweghe | 6:51,91 |
| Doppelzweier (M2x)                           | Italien Filippo Mondelli Luca Rambaldi | 6:20,92 | Polen Mirosław Ziętarski Mateusz Biskup | 6:22,10 | Schweiz Barnabé Delarze Roman Röösli | 6:24,16 |
| Leichtgewichts-Doppelzweier (LM2x)           | Frankreich Pierre Houin Jérémie Azou | 6:17,67 | Irland Gary O’Donovan Paul O’Donovan | 6:20,06 | Italien Stefano Oppo Pietro Ruta | 6:20,36 |
| Doppelvierer (M4x)                           | Litauen Dovydas Nemeravičius Martynas Džiaugys Rolandas Maščinskas Aurimas Adomavičius                                                                             | 5:44,65 | Polen Dominik Czaja Dariusz Radosz Wiktor Chabel Adam Wicenciak | 5:48,02 | Italien Romano Battisti Andrea Panizza Giacomo Gentili Emanuele Fiume                                                                                     | 5:49,13 |
| Zweier ohne Steuermann (M2-)                 | Italien Matteo Lodo Giuseppe Vicino | 6:22,58 | Frankreich Valentin Onfroy Théophile Onfroy | 6:25,96 | Serbien Miloš Vasić Nenad Beđik | 6:27,68 |
| Leichtgewichts-Zweier ohne Steuermann (LM2-) | Irland Mark O’Donovan Shane O’Driscoll | 6:32,34 | Russland Nikita Bolosin Alexei Kijaschko | 6:34,74 | Italien Giuseppe Di Mare Alfonso Scalzone | 6:34,89 |
| Vierer ohne Steuermann (M4-)                 | Italien Marco Di Costanzo Giovanni Abagnale Matteo Castaldo Domenico Montrone                                                                                      | 5:54,52 | Rumänien Cristian Ivascu Vlad-Dragoș Aicoboae Marius-Vasile Cozmiuc Ciprian Tudosă                                                                                         | 5:56,07 | Russland Alexander Stradajew Daniil Andrijenko Semjon Jaganow Grigori Schtschulepow                                                                       | 5:56,86 |
| Leichtgewichts-Vierer ohne Steuermann (LM4-) | Russland Maxim Telizyn Alexander Bogdaschin Alexander Tschaukin Alexei Wikulin                                                                                     | 6:08,09 | Italien Matteo Pinca Martino Goretti Piero Sfiligoi Catello Amarante | 6:08,23 | Tschechien Jan Hájek Jan Vetešník Jiří Kopáč Milan Viktora                                                                                                | 6:14,74 |
| Achter (M8+)                                 | Deutschland Johannes Weißenfeld Felix Wimberger Maximilian Planer Torben Johannesen Jakob Schneider Malte Jakschik Richard Schmidt Hannes Ocik Martin Sauer (Stm.) | 5:28,03 | Polen Zbigniew Schodowski Mateusz Wilangowski Ryszard Ablewski Robert Fuchs Marcin Brzeziński Bartosz Modrzynski Mikołaj Burda Michał Szpakowski Daniel Trojanowski (Stm.) | 5:30,91 | Niederlande Boaz Meylink Kaj Hendriks Tone Wieten Roel Braas Ruben Knab Mechiel Versluis Robert Lücken Bjorn van den Ende Diederik van Engelenburg (Stm.) | 5:31,05 |

### Frauen
| Bootsklasse                                   | Gold | Gold    | Silber | Silber  | Bronze | Bronze  |
| --------------------------------------------- | --- | ------- | --- | ------- | --- | ------- |
| Einer (W1x)                                   | Vereinigtes Königreich Victoria Thornley | 7:34,23 | Belarus Kazjaryna Karsten | 7:34,92 | Deutschland Annekatrin Thiele | 7:35,79 |
| Leichtgewichts-Einer (LW1x)                   | Schweden Emma Fredh | 7:36,24 | Irland Denise Walsh | 7:38,00 | Schweiz Patricia Merz | 7:39,94 |
| Doppelzweier (W2x)                            | Tschechien Kristýna Fleissnerová Lenka Antošová | 7:04,75 | Niederlande Lisa Scheenaard Marloes Oldenburg | 7:06,24 | Italien Kiri Tontodonati Stefania Gobbi | 7:07,79 |
| Leichtgewichts-Doppelzweier (LW2x)            | Polen Weronika Deresz Martyna Mikolajczak | 6:58,55 | Niederlande Marieke Keijser Ilse Paulis | 7:02,56 | Vereinigtes Königreich Katherine Copeland Emily Craig | 7:03,02 |
| Doppelvierer (W4x)                            | Deutschland Daniela Schultze Charlotte Reinhardt Frauke Hundeling Frieda Hämmerling                                                                             | 6:24,08 | Niederlande Olivia van Rooijen Inge Janssen Sophie Souwer Nicole Beukers                                                                                      | 6:25,63 | Vereinigtes Königreich Bethany Bryan Mathilda Hodgkins-Byrne Jess Leyden Holly Nixon                                                                                               | 6:26,54 |
| Zweier ohne Steuerfrau (W2-)                  | Rumänien Mădălina Bereș Laura Oprea | 7:00,53 | Dänemark Hedvig Lærke Rasmussen Christina Johansen | 7:04,36 | Vereinigtes Königreich Karen Bennett Holly Norton | 7:06,65 |
| Vierer ohne Steuerfrau (W4-) (Demowettbewerb) | Rumänien Cristina-Georgiana Popescu Alina Ligia Pop Beatrice-Madalina Parfenie Roxana Parascanu                                                                 | 6:51,64 | Polen Monika Ciaciuch Joanna Dittmann Anna Wierzbowska Maria Wierzbowska                                                                                      | 6:55,32 | Niederlande Willeke Vossen Marleen Verburgh Annemarie Bernhard Lisanne Brandsma | 6:59,23 |
| Achter (W8+)                                  | Rumänien Ioana Vrînceanu Viviana-Iuliana Bejinariu Mihaela Petrilă Denisa Tîlvescu Mădălina Bereș Iuliana Popa Adelina Boguș Laura Oprea Daniela Druncea (Stf.) | 6:10,35 | Niederlande Veronique Meester Aletta Jorritsma Kirsten Wielaard Lies Rustenburg Jose van Veen Ymkje Clevering Karolien Florijn Monica Lanz Ae-Ri Noort (Stf.) | 6:12,86 | Russland Julija Kalinowskaja Walentina Plaksina Anna Aksjonowa Anna Karpowa Jelena Orjabinskaja Anastassija Tichanowa Jekaterina Potapowa Alewtina Sawkina Jewgeni Terechow (Stm.) | 6:16,05 |

## Medaillenspiegel
| Platz | Land                   | Gold | Silber | Bronze | Gesamt |
| ----- | ---------------------- | ---- | ------ | ------ | ------ |
| 1     | Italien                | 3    | 1      | 4      | 8      |
| 2     | Rumänien               | 3    | 1      |        | 4      |
| 3     | Deutschland            | 2    |        | 1      | 3      |
| 3     | Tschechien             | 2    |        | 1      | 3      |
| 5     | Polen                  | 1    | 4      |        | 5      |
| 6     | Irland                 | 1    | 2      |        | 3      |
| 7     | Russland               | 1    | 1      | 2      | 4      |
| 8     | Frankreich             | 1    | 1      |        | 2      |
| 9     | Vereinigtes Königreich | 1    |        | 3      | 4      |
| 10    | Schweiz                | 1    |        | 2      | 3      |
| 11    | Schweden               | 1    |        |        | 1      |
| 11    | Litauen                | 1    |        |        | 1      |
| 13    | Niederlande            |      | 4      | 2      | 6      |
| 14    | Belarus                |      | 1      | 1      | 2      |
| 15    | Dänemark               |      | 1      |        | 1      |
| 15    | Ungarn                 |      | 1      |        | 1      |
| 15    | Kroatien               |      | 1      |        | 1      |
| 18    | Belgien                |      |        | 1      | 1      |
| 18    | Serbien                |      |        | 1      | 1      |
| Summe | Summe                  | 18   | 18     | 18     | 54     |